# TVN (rete televisiva sudcoreana)
TVN (Total Variety Network, stilizzato tvN) è un canale televisivo di intrattenimento generale sudcoreano, proprietà di CJ ENM, divisione del gruppo CJ, disponibile sulle piattaforme via cavo SkyLife e IPTV.